# Morlhon-le-Haut
Morlhon-le-Haut é uma comuna francesa na região administrativa de Occitânia, no departamento de Aveyron. Estende-se por uma área de 22,09 km². Em 2010 a comuna tinha 583 habitantes (densidade: 26,4 hab./km²).